# マース・カニングハム

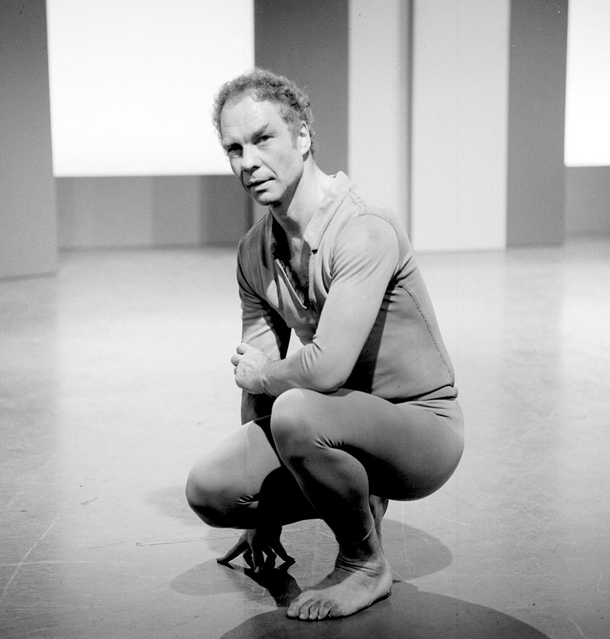
マース・カニングハム

マース・カニングハム（Merce Cunningham、1919年4月16日 - 2009年7月26日）は、アメリカのダンサー、振付家。

## 来歴
ワシントン州出身。1937年、シアトルのコーニッシュ・スクール在学中、ジョン・ケージと出会う。1939年、ニューヨークへ移り、マーサ・グレアムの舞踊団に参加する。のちに自身の舞踊団を結成。ケージ、デイヴィッド・チューダー、ゴードン・ムンマ、小杉武久らと共同作業を行った。
チャンス・オペレーションを自作に応用し、ダンサーの数、出来事などを決定したこともある。エリオット・カプランは、2人の40年以上にわたる共同作業のドキュメンタリー『ケージ/カニンガム』を制作している。
2005年に高松宮殿下記念世界文化賞を受賞した。